# Dick Wennink
Dirk Bernardus Johannes (Dick) Wennink (Doetinchem, 8 juni 1940 - Elshof (Wijhe), 9 december 2020) was een Nederlands profvoetballer.
De doelman speelde eerst van 1960 tot 1965 voor De Graafschap. In 1961 liet hij zich op de transferlijst zetten en werd in het seizoen 1961/62 vervangen door Joop ten Klooster. Ook was hij werkzaam als onderwijzer. Aan het eind van zijn profcarrière vertrok hij naar N.E.C. waar hij in het seizoen 1965/66 speelde. In Nijmegen kon Wennink echter niet aarden, waarna aan het eind van het seizoen Willy de Hond weer onder de lat kwam te staan. Hij speelde daarna nog voor FC Elshof.

## Carrièrestatistieken
| Seizoen         | Club            | Land            | Competitie       | Competitie | Competitie | Beker | Beker | Internationaal | Internationaal | Overig | Overig | Totaal | Totaal |
| Seizoen         | Club            | Land            | Competitie       | Wed.       | Dlp.       | Wed.  | Dlp.  | Wed.           | Dlp.           | Wed.   | Dlp.   | Wed.   | Dlp.   |
| --------------- | --------------- | --------------- | ---------------- | ---------- | ---------- | ----- | ----- | -------------- | -------------- | ------ | ------ | ------ | ------ |
| 1960/61         | De Graafschap   | Nederland       | Tweede divisie   | 29         | 0          | –     | 0     | 0              | 0              | 0      | 0      | –      | 0      |
| 1961/62         | De Graafschap   | Nederland       | Tweede divisie   | 0          | 0          | –     | 0     | 0              | 0              | 0      | 0      | –      | 0      |
| 1962/63         | De Graafschap   | Nederland       | Tweede divisie A | 32         | 0          | –     | 0     | 0              | 0              | 0      | 0      | –      | 0      |
| 1963/64         | De Graafschap   | Nederland       | Tweede divisie   | 30         | 0          | 1     | 0     | 0              | 0              | 0      | 0      | 31     | 0      |
| 1964/65         | De Graafschap   | Nederland       | Tweede divisie A | 24         | 0          | 1     | 0     | 0              | 0              | 0      | 0      | 25     | 0      |
| 1965/66         | N.E.C.          | Nederland       | Eerste divisie   | 15         | 0          | 0     | 0     | 0              | 0              | 0      | 0      | 15     | 0      |
| Carrière totaal | Carrière totaal | Carrière totaal | Carrière totaal  | 130        | 0          | –     | 0     | 0              | 0              | 0      | 0      | –      | 0      |